# Boulder Junction (Wisconsin)
Boulder Junction ist eine Siedlung auf gemeindefreiem Gebiet im Vilas County im US-amerikanischen Bundesstaat Wisconsin. Zu statistischen Zwecken ist der Ort zu einem Census-designated place (CDP) zusammengefasst worden. Im Jahr 2020 hatte Boulder Junction 179 Einwohner.

## Geografie
Boulder Junction liegt in einer wald- und seenreichen Landschaft im Norden Wisconsins am Boulder Lake. Dieser wird vom Manitowish River durchflossen, einem der Quellflüsse des über den Wisconsin River zum Stromgebiet des Mississippi gehörenden Flambeau River. 
Der Ort erstreckt sich über eine Fläche von 2,97 km² und ist der Hauptort der Town of Boulder Junction.  
Nachbarorte von Boulder Junction sind Star Lake (19 km ostsüdöstlich), Sayner (23,8 km südöstlich), Arbor Vitae (25,5 km südlich), Woodruff (25,7 km in der gleichen Richtung), Lac du Flambeau (29 südwestlich), Manitowish Waters (24,3 km westnordwestlich) und Presque Isle (21 km nordnordwestlich).
Die nächstgelegenen größeren Städte sind Green Bay am Michigansee (270 km südöstlich), Appleton (279 km südsüdöstlich), Wisconsins größte Stadt Milwaukee (426 km in der gleichen Richtung), Wausau (139 km südlich), Wisconsins Hauptstadt Madison (364 km in der gleichen Richtung), Eau Claire (272 km südwestlich), die Twin Cities in Minnesota (374 km westsüdwestlich), Duluth am Oberen See in Minnesota (250 km westnordwestlich) und Sault Ste. Marie in der kanadischen Provinz Ontario (499 km ostnordöstlich, gegenüber von Sault Ste. Marie, Michigan).

## Verkehr
In Boulder Junction treffen die County Highways K und M zusammen. Alle weiteren Straßen sind untergeordnete Landstraßen, teils unbefestigte Fahrwege sowie innerörtliche Verbindungsstraßen.
Mit dem Boulder Junction Payzer Airport befindet sich am nördlichen Ortsrand ein kleiner Flugplatz. Der nächste Verkehrsflughafen ist der Rhinelander–Oneida County Airport (68 km südsüdöstlich).

## Bevölkerung
Nach der Volkszählung im Jahr 2010 lebten in Boulder Junction 183 Menschen in 87 Haushalten. Die Bevölkerungsdichte betrug 61,6 Einwohner pro Quadratkilometer. In den 87 Haushalten lebten statistisch je 2,1 Personen. 
Ethnisch betrachtet bestand die Bevölkerung mit vier Ausnahmen nur aus Weißen. Unabhängig von der ethnischen Zugehörigkeit waren 1,6 Prozent (drei Personen) der Bevölkerung spanischer oder lateinamerikanischer Abstammung. 
14,2 Prozent der Bevölkerung waren unter 18 Jahre alt, 49,2 Prozent waren zwischen 18 und 64 und 36,6 Prozent waren 65 Jahre oder älter. 47,5 Prozent der Bevölkerung waren weiblich.
Das mittlere jährliche Einkommen eines Haushalts lag bei 46.250 USD. Das Pro-Kopf-Einkommen betrug 27.523 USD. 2,0 Prozent der Einwohner lebten unterhalb der Armutsgrenze.